# ويذرباي رود
ملعب ويذرباي رود Wetherby Road، المعروف بأغراض الرعاية باسم استاد إنفيروفينت، ملعب متعدد الأغراض في هاروغيت، إنجلترا. يتم استخدامه في الغالب لمباريات كرة القدم، كونه ملعب نادي هاروجيت تاون. يتسع الملعب لـ 5000 شخص، ويقع على طريق ويذرباي A661، بجوار مستشفى مقاطعة هاروغيت.

## التاريخ
بينما تشكل نادي هاروجيت تاون في عام 1914، كان مقر أرضهم الأصلي في ستاربيك لين. تم انتقال النادي لاحقًا إلى ويذرباي رود. قام النادي ببناء المدرج الرئيسي في عام 1990، كان أحدث تطويرهوجناح نهاية المستشفى، الذي تم بناؤه في عام 2014. منذ سبتمبر 2020، تمت رعاية الملعب من قبل الشركات المصنعة لأجهزة التنفس الصناعي المحلية، إنفيروفينت.

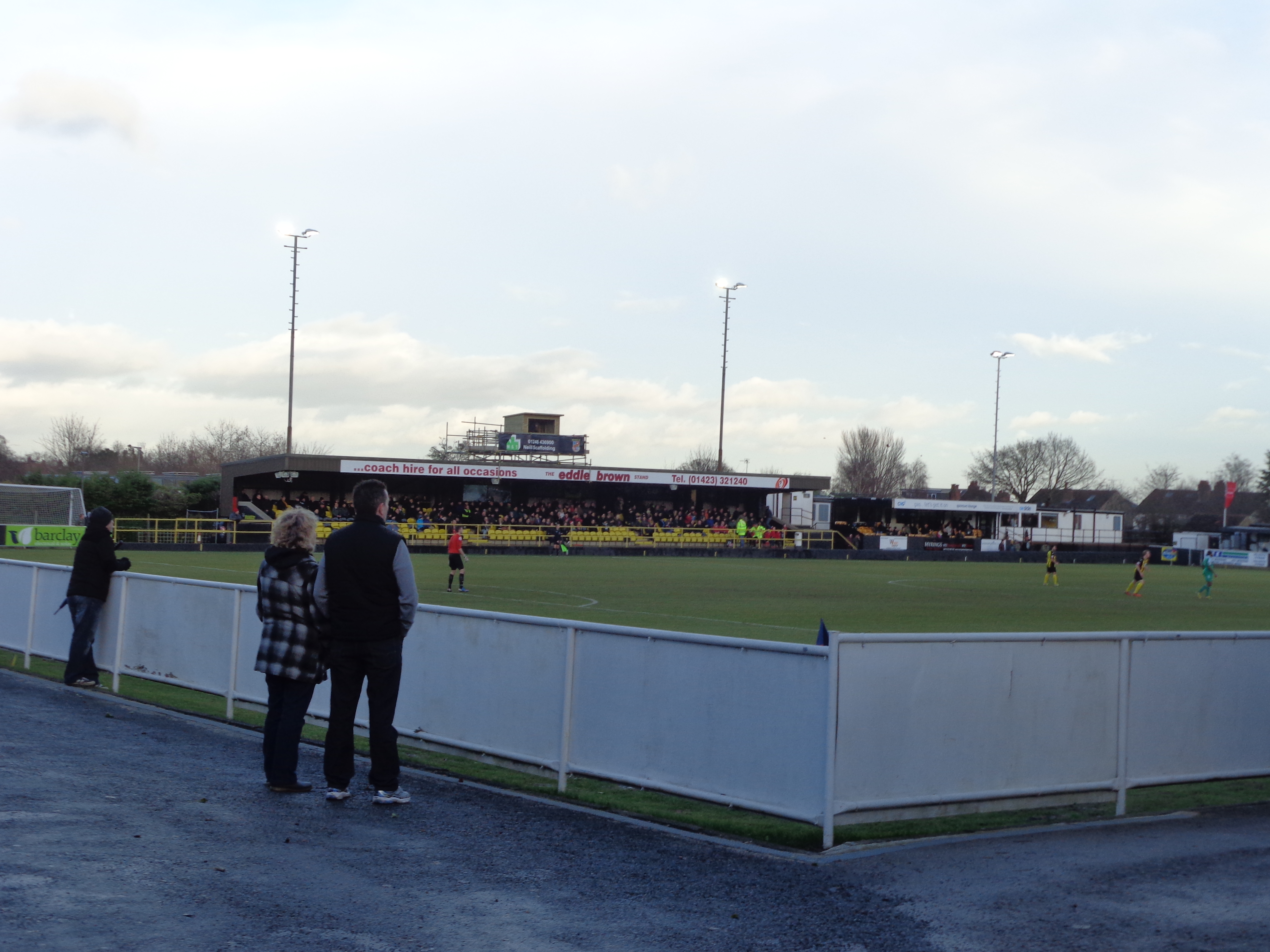
أرض الملعب قبل إعادة البناء في عام 2014

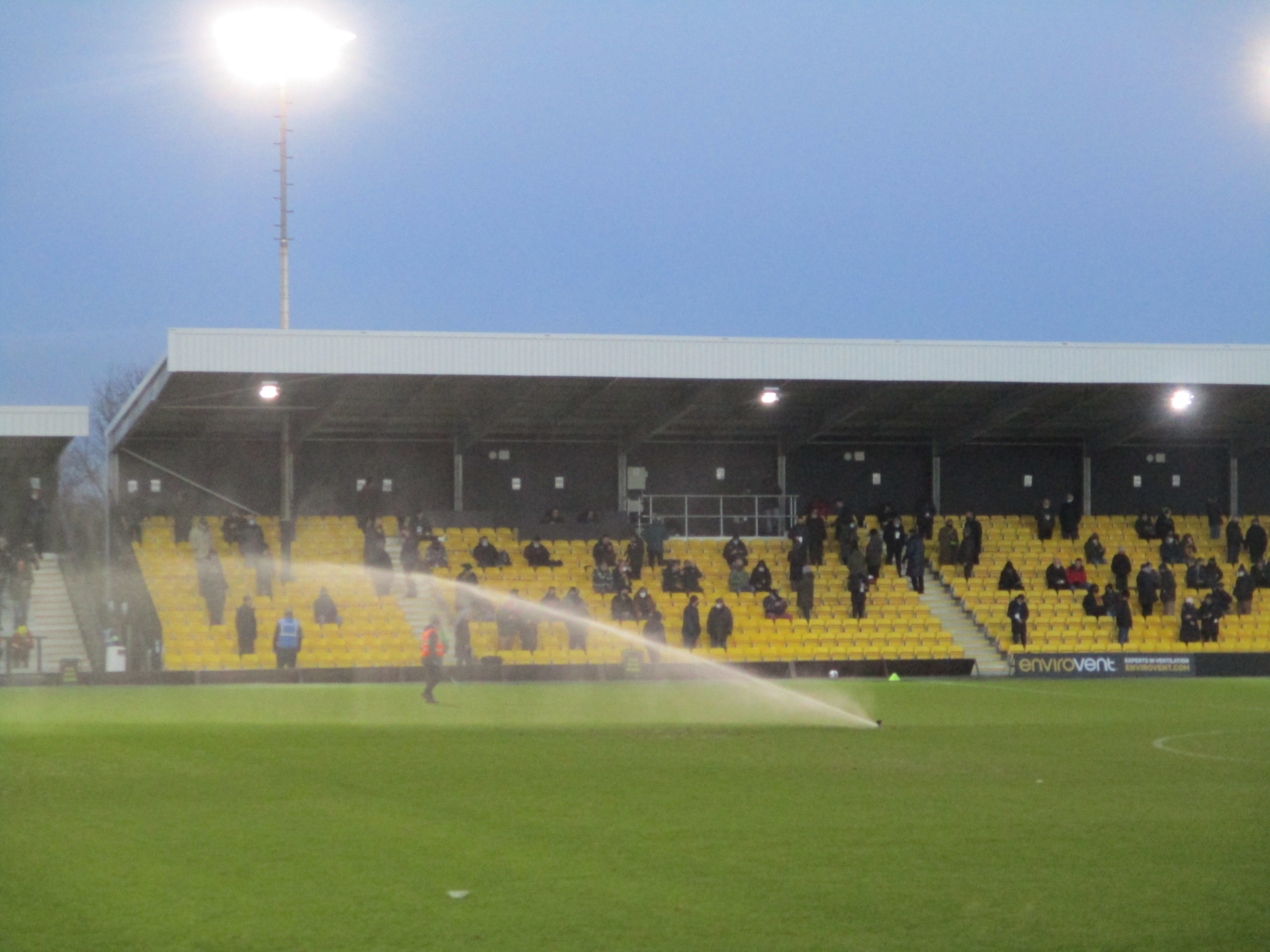
الجناح الشرقي الجديد في عام 2020

كان عدد الحضور القياسي البالغ 4,280 متفرجًا في نهائي كأس ويتوورث 1949-1950 ضد نادي هاروجيت، في حين كان عدد الحضورالقياسي في الدوري 3,000 متفرجًا، في الفوز 3-0 على براكلي تاون في نهائي الدوري الوطني الشمالي في مايو 2018.
بسبب شروط دوري كرة القدم الإنجليزية التي تتطلب العشب الطبيعي، لعب نادي هاروجيت أول مبارياته على أرضه بعد ترويجه لعام 2020 في ملعب كيبموات في دونكاستر.عاد النادي إلى ويذرباي رود في 17 أكتوبر، وفاز 1-0 على نادي بارو في أول مباراة الدوري كرة القدم الإنجليزي.

## الوصف
يقع الملعب بالمحاذاة بين الشمال والجنوب. على الجانب الشرقي يوجد المدرج الرئيسي الذي يضم جميع المقاعد، وعلى الجانب الغربي توجد بوابات دوّارة ومنصة أصغر حجمًا تتسع لجميع المقاعد مع مرافق للرعاة والمديرين. حتى عام 2014، لم تكن هناك مبانٍ على الجانب الشمالي (المستشفى) من الأرض، لكن لم يمنع المتفرجين الوقوف بجانب الملعب. في عام 2014، تم إضافة منصة مغطاة مع مرافق قائمة. يقع مبنى النادي على الجانب الجنوبي.

## الوصول
أقرب محطات السكك الحديدية هي هاروجيت وهورنبيم بارك، مع خدمات ليدز ويورك، على الرغم من أن كليهما يبعدان حوالي 20 دقيقة سيرًا على الأقدام. يخدم الملعب طريق شركة حافلات هاروجيت رقم 7 (770 سابقاً)، والذي يربط الملعب بمحطة حافلات هاروجيت، ويذرباي، بوسطن سبا، سيكروفت و ليدز. يوجد موقف خارج الملعب معلن عنه لملعب كرة القدم والمستشفى. وفقًا لشارة المنطقة في المدينة، يقتصر وقوف السيارات في المنطقة على ساعتين، حيث تكون تحت منطقة المشارة 'ح' (المستشفى).

## معرض الصور

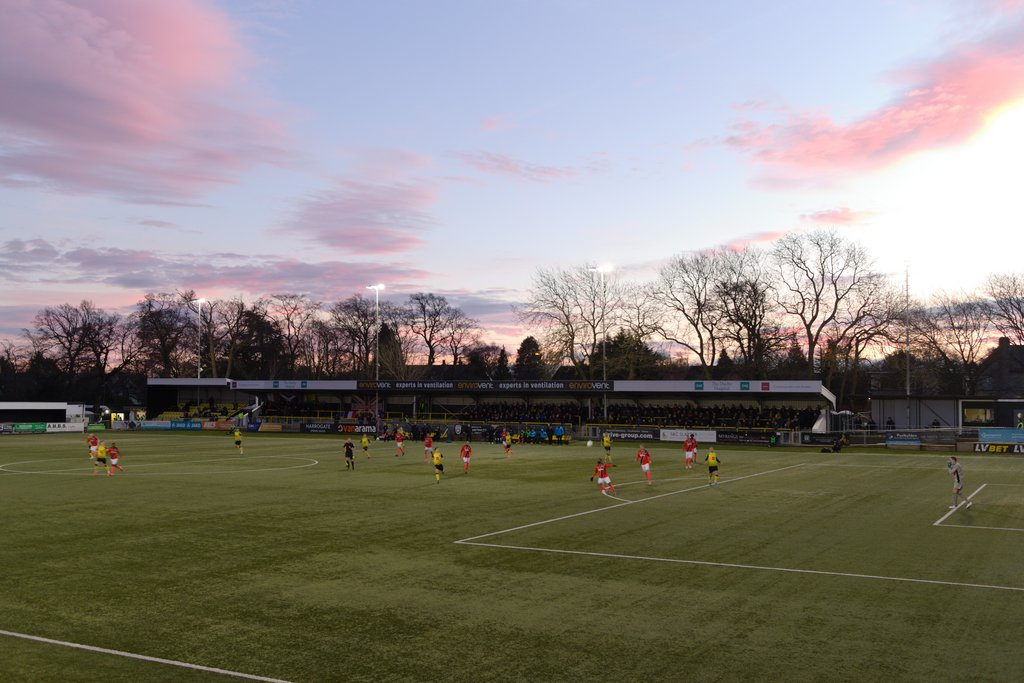
هاروجيت تاون ضد ميدنهيد يونايتد (1-0) في 4 يناير 2020
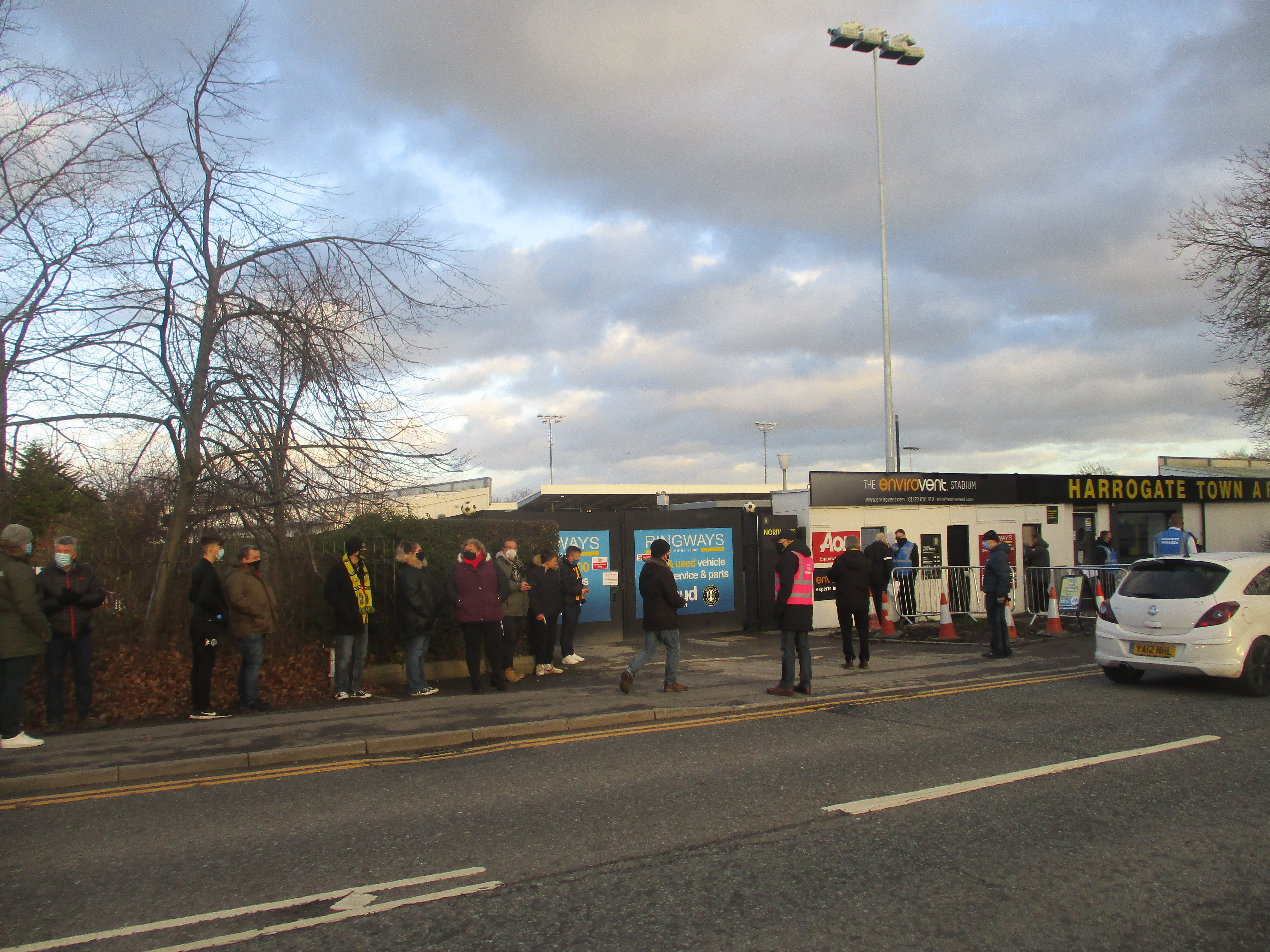
قبل مباراة هاروجيت تاون ضد سالفورد سيتي (0-1) في 19 ديسمبر 2020
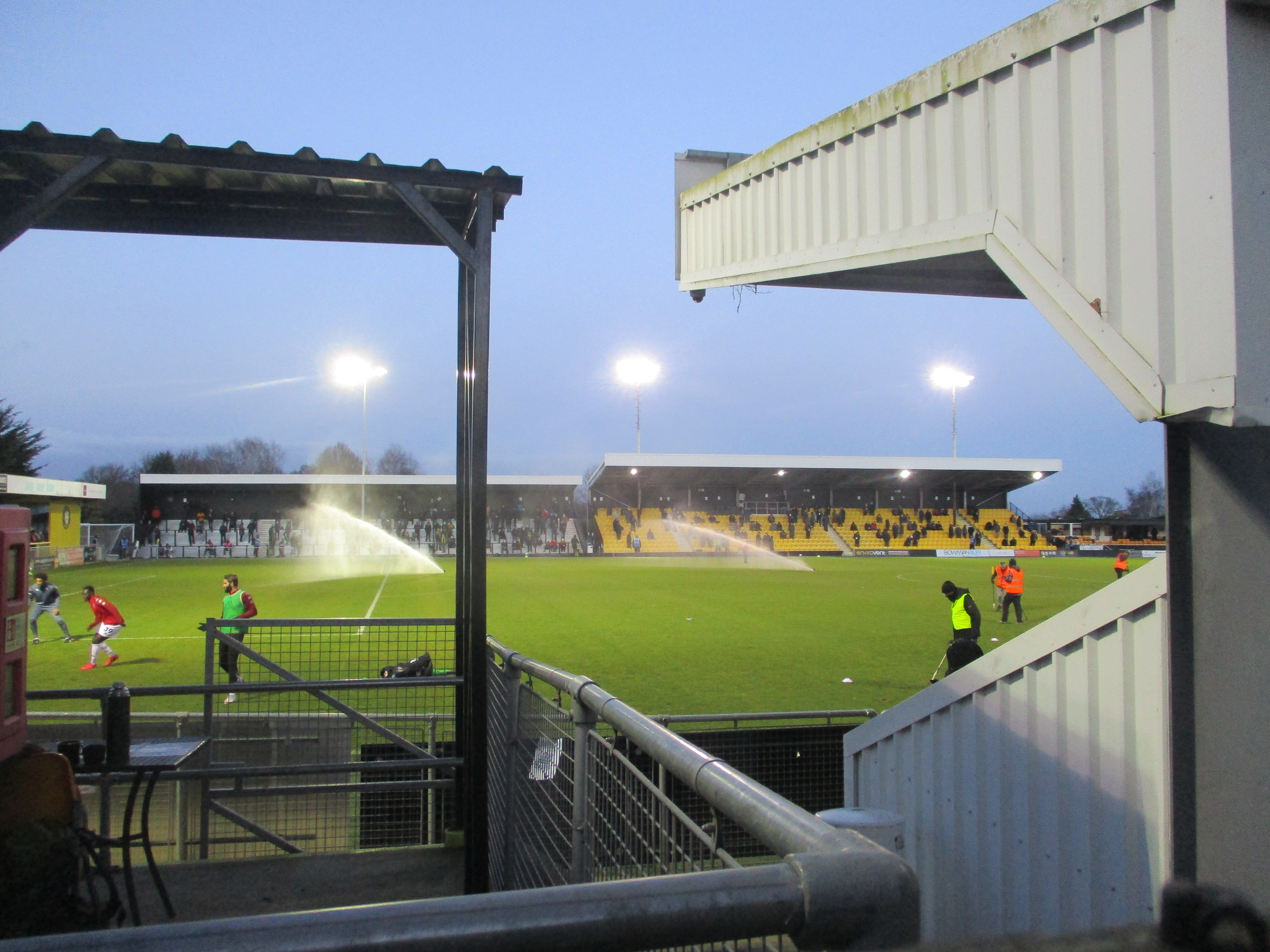
منظر للملعب (19 ديسمبر 2020)